# ミコラ・マロムシュ

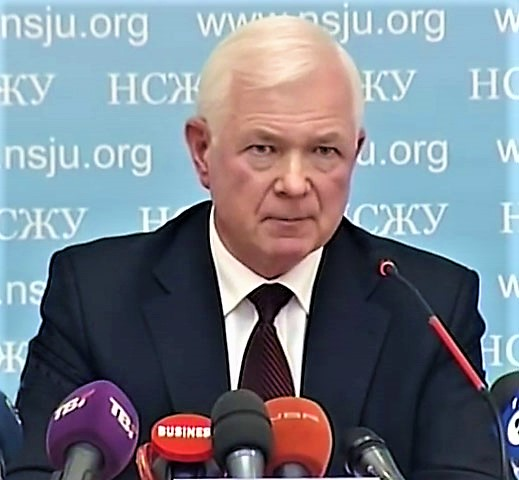

ミコラ・マロムシュ（ウクライナ語:Микола Григорович Маломуж ロシア語:Николай Григорьевич Маломуж 1955年9月23日 -）は、ウクライナの政治家、チェキスト。ウクライナ対外情報庁長官。ウクライナ上級大将。ウクライナ人。
チェルカースィ州ズヴェニゴロツキー地区スカリヴァトカ村出身。法学専攻でT.H.シェウチェンコ記念キエフ国立大学を優秀で卒業。
1983年12月からソ連国家保安委員会（KGB）。
1998年12月からウクライナ国家宗教問題委員会副議長。
2005年4月3日、ウクライナ対外情報庁長官に任命。2008年にウクライナでは14人しかいないウクライナ上級大将に昇進。
2010年6 月18日、ウクライナ対外情報庁長官を解任される。
妻帯、1男1女を有する。